# Article 9 de la Constitution de la Cinquième République française
Article 8 Article 10
L'article 9 de la Constitution de la Cinquième République française traite du Conseil des ministres depuis le passage à la Cinquième République le 5 octobre 1958.

## Texte
« Le président de la République préside le Conseil des ministres »

## Analyse juridique

### Portée du verbe«présider»
L'article 9 utilise le terme « présider », polysémique, sans le définir. Celui-ci peut signifier à la fois commander, conduire et diriger. Dans les faits, le président de la République conduit et dirige le Conseil des ministres, tout comme il « préside » les Conseils de défense cités à l'article 15 (« Le président de la République préside les conseils et les comités supérieurs de la défense nationale). » La pratique de la Cinquième République diffère donc, dans son interprétation du verbe, de celle de la Quatrième République. Celle dernière, dans l'article 32 de sa constitution, donnait également la présidence du Conseil des ministres au président, sans que cela ne lui ait jamais donné de véritable pouvoir. 

### Maîtrise de l'ordre du jour
La présidence du Conseil des ministres donne au président la maîtrise de l'ordre du jour. Cet outil lui donne une importance prépondérante lors des cohabitations, car le président peut ainsi manifester une opposition symbolique à un texte en refusant de l'inscrire à l'ordre du jour. Guy Carcassonne mentionne par exemple le projet de loi sur la Corse du 14 février 2001. 
Cette capacité est d'autant plus forte que les textes juridiques nécessitant de passer en Conseil des ministres, cités dans la Constitution, sont très nombreux (cf. art. 13, 36, 38, 39, 49, 74-1, 76). 

### Lien avec l'article 21
L'article 9 est référencé au sein de l'article 21, qui prévoit que le président peut être remplacé par le Premier ministre, à titre exceptionnel, sur un ordre du jour décidé par le président. Cette disposition n'est activée que dans des conditions exceptionnelles : raisons de santé, ou déplacement à l'étranger un mercredi.